# Rosscarbery
Rosscarbery (en irlandès Ros Ó gCairbre que vol dir "Bosc de Cairbre") és una vila al comtat de Cork, a la província de Munster. Es troba a la regió de Cork Oest, a la badia de Rosscarbery.

## Demografia
La ciutat ha estat testimoni d'un creixement sense precedents en els últims temps, tot i la manca de les principals indústries de la zona, i ser just fora del cinturó suburbà de la ciutat de Cork. La majoria dels nous habitatges són allotjaments de vacances, el que es tradueix en un flux anual de la població durant els mesos d'estiu. Segons el cens 2006, la població de la ciutat era de 936 habitants.

## Història
L'àrea ha estat ocupada des de temps molt antics, com s'evidencia pel restes neolítiques (2000 aC), com dòlmens Portal. La zona té molts jaciments de l'Edat del Bronze, incloent un nombre de cercles de pedra. També hi ha dues pedres amb inscripcions a Burgatia. El nombre dels forts circulars i pous sagrats són testimonis de l'Edat de Ferro i la transició del paganisme al cristianisme.
Rosscarbery va ser la llar de l'Escola de Ross, un important centre d'aprenentatge, una mena de ciutat universitària, i una de les principals ciutats d'Europa, al voltant del segle vi, fundada per Sant Fachanan. Degut a la seva popularitat com a centre de pelegrinatge que també era conegut com a Ros Ailithir. Els caps hereditaris de la zona o túath, van ser els O'Learys, conegut com a Uí Ruis Ó Laoghaire gCairbre, fins que va passar a control normand en el segle xiii. La regió sencera havia pertangut a l'antiga Corcu Loígde, dels quals els O'Learys van ser un dels principals septs.

## Platges
Rosscarbery és una popular destinació turística l'estiu, degut a la proximitat a almenys tres platges. La més propera és "Warren Beach" a una milla de la vila i que té Bandera blava, junt a la propera platja d'Owenahincha. Warren Beach ha experimentat una erosió costanera en els últims temps, però s'han realitzat treballs de reparació durant 2004/2005. A la platja s'hi troba el Rosscarbery Pitch & Putt Club.

## Personatges il·lustres
- Jeremiah O'Donovan Rossa
- Tom Barry